# Un día normal
Un día normal è il secondo album del cantante colombiano Juanes, pubblicato nel 2002. Brani come A dios le pido, Fotografia, La paga e Un dia normal hanno permesso a Juanes di entrare nella scena mondiale, vendendo 2 milioni di copie con questo disco.

## Tracce
1. A Dios le pido – 3:26
2. Es por ti – 4:11
3. Un día normal – 3:43
4. La paga – 3:26
5. La única – 3:05
6. Luna – 3:33
7. Día lejano – 3:33
8. Mala gente – 3:16
9. Fotografía (con Nelly Furtado) – 3:58
10. Desde que despierto – 3:54
11. La historia de Juan – 3:38
12. La noche – 2:58

## Formazione
- Juanes - voce, chitarra acustica, chitarra elettrica, tastiere, mini moog
- Jose Lopera - batteria
- Adam MacDougal - tastiere, organo Hammond
- Anibal Kerpel - tastiere, mini moog, cori
- Gustavo Santaolalla - tastiere, percussioni, cori
- Michito Sánchez - percussioni

## Classifiche
| Classifica (2002)     | Posizione massima |
| --------------------- | ----------------- |
| Belgio (Vallonia)     | 91                |
| Paesi Bassi           | 28                |
| Portogallo            | 2                 |
| Repubblica Dominicana | 1                 |
| Spagna                | 37                |
| Stati Uniti           | 110               |
| Svizzera              | 80                |
| Uruguay               | 3                 |